# 아피스

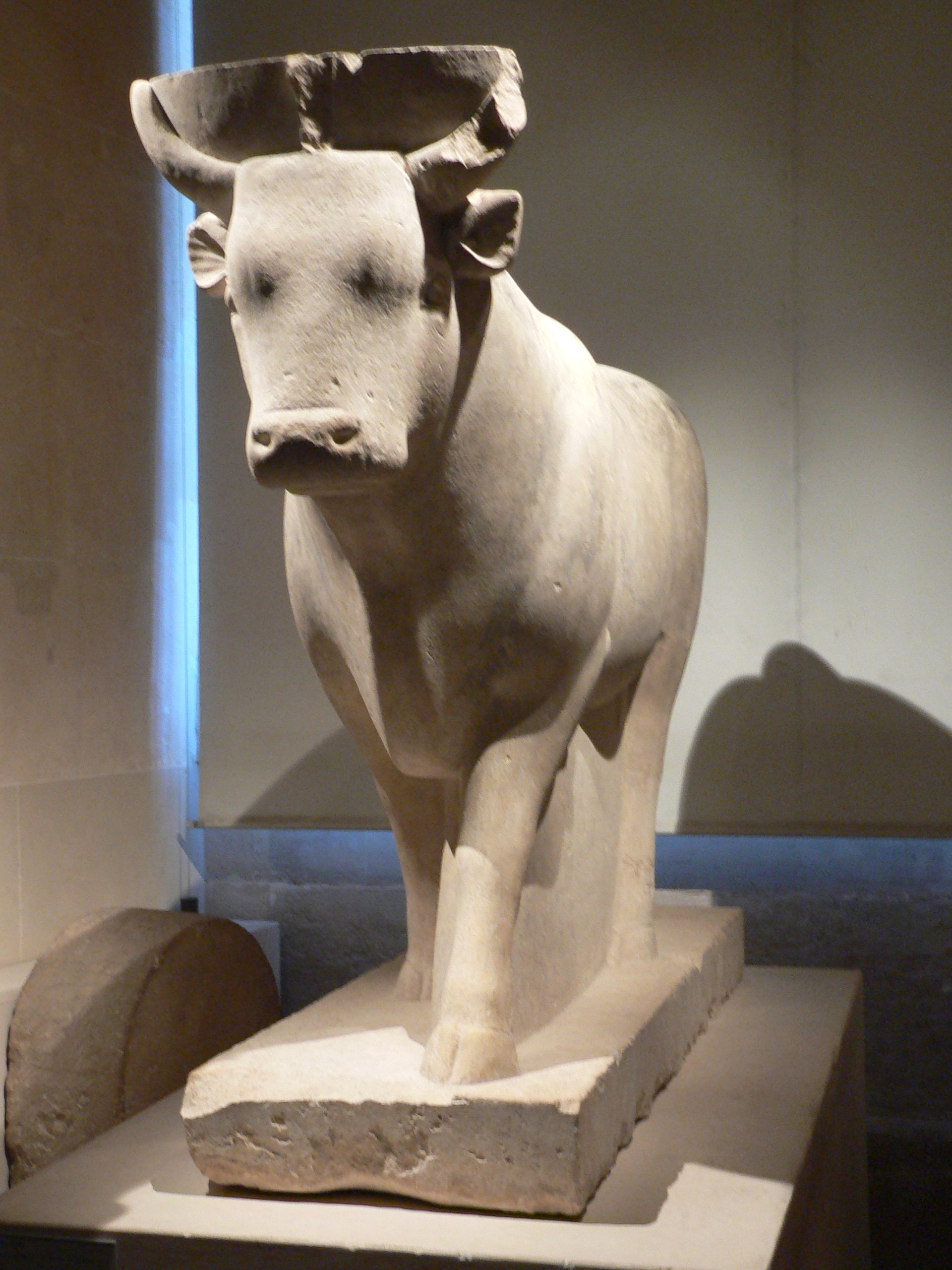
프랑스 루브르 박물관에 전시된 아피스 석상

아피스(Apis, Hapis, Hapi-ankh)는 고대 이집트의 멤피스지역에서 숭배 받던 성스러운 소이다. 아피스 소에 대한 숭배는 제2왕조 때부터 시작된 것으로 보인다. 아피스는 이집트 전역에 있는 소들 중 특별한 무늬를 기준으로 선별되었으며, 소가 죽으면 성대한 장례의식을 취하고 같은 무늬가 있는 소를 다시 찾아 부활한 아피스로 모셨다.

## 같이 보기
- 세라피스
- 하토르
- 앙크